# Календар от Гезер
Календарът от Гезер е табличка на варовик с размери 11.1х7.2 см, открита през 1908 г. от Робърт Макалистър по време на разкопките на Тел-Гезер. Находката е предадена на тогавашния османски Археологически музей в Истанбул, където се съхранява до днес.
Календарът от Гезер е един от най-старите паметници на древноеврейската писменост и е датиран от 10 век пр.н.е.
Като артефакт е доста добре запазен, като се има предвид възрастта му. Текстът е написан т.нар. палеоеврейска азбука, доста близка на родствената ѝ финикийска писменост. Надписът е много архаичен и изключително неравномерно разположен върху полето.
Календарът от Гезер е изключително ценен за възстановка развитието на староеврейския и за проследяване развоя на западносемитската писменост на сравнителна основа с надписа върху саркофага на цар Ахирам и тъй наречената стела Меша.